# Pronephrium solsonicum
Pronephrium solsonicum är en kärrbräkenväxtart som beskrevs av Holtt. Pronephrium solsonicum ingår i släktet Pronephrium och familjen Thelypteridaceae. Inga underarter finns listade.